# Осипово (Богословское сельское поселение)
Осипово — деревня в Пестовском муниципальном районе Новгородской области. Входит в состав Богословского сельского поселения.
Площадь территории деревни — 26,6 га.
Осипово находится на левом берегу реки Кирва, на высоте 160 м над уровнем моря, в 1,5 км к западу от посёлка при станции Абросово.

## Население
| 2009 | 2010 |
| ---- | ---- |
| 55   | ↘48  |

Население по всероссийской переписи населения 2010 года — 48 человек (22 мужчины и 26 женщин).

## История
О давнем заселении здешних мест свидетельствует объект культурного наследия регионального значения — жальник VII—XV веков, расположенный западной окраине деревни, слева от дороги Осипово — Заручевье-1.
В списке населённых мест Устюженского уезда Новгородской губернии за 1909 год деревня Осипово указана как относящаяся к Кирво-Климовской волости (2-го стана, 2-го земельного участка). Население деревни Осипово, что была тогда на земле Осиповского сельского общества — 141 житель: мужчин — 77, женщин — 64, число жилых строений — 33. Затем с 10 июня 1918 года до 31 июля 1927 года в составе Устюженского уезда Череповецкой губернии, затем центр Осиповского сельсовета Пестовского района Череповецкого округа Ленинградской области. Население деревни в 1928 году — 148 человек. По постановлению ЦИК и СНК СССР от 23 июля 1930 года Череповецкий округ был упразднён, а район перешёл в прямое подчинение Леноблисполкому. По Указу Президиума Верховного Совета СССР от 5 июля 1944 года Пестовский район был передан из Ленинградской области во вновь образованную Новгородскую область. Решением Новгородского облисполкома от 9 марта 1971 года № 108 центр Осиповского сельсовета был перенесён из деревни Осипово в посёлок при станции Абросово и деревня стала относится к Абросовскому сельсовету.
С принятием закона от 6 июля 1991 года «О местном самоуправлении в РСФСР» была образована Администрация Абросовского сельсовета (Абросовская сельская администрация), затем Указом Президента РФ № 1617 от 9 октября 1993 года «О реформе представительных органов власти и органов местного самоуправления в Российской Федерации» деятельность Абросовского сельского Совета была досрочно прекращена, а его полномочия переданы Администрации Абросовского сельсовета. По результатам муниципальной реформы, с 2005 года деревня входит в состав муниципального образования — Богословское сельское поселение Пестовского муниципального района (местное самоуправление), по административно-территориальному устройству подчинена администрации Богословского сельского поселения Пестовского района. Богословское сельское поселение с административным центром в деревне Богослово было создано путём объединения территории трёх сельских администраций: Богословской, Абросовской, Брякуновской. В 2012 году Новгородская областная дума (постановлением № 50-5 ОД от 25.01.2012) постановила уведомить Правительство Российской Федерации об упразднении в числе прочих Абросовского сельсовета Пестовского района.

## Люди связанные с деревней
- Некрасов, Дмитрий Фёдорович — уроженец деревни (7 ноября 1920 года), Герой Советского Союза[14]